# Pinne (automobili)

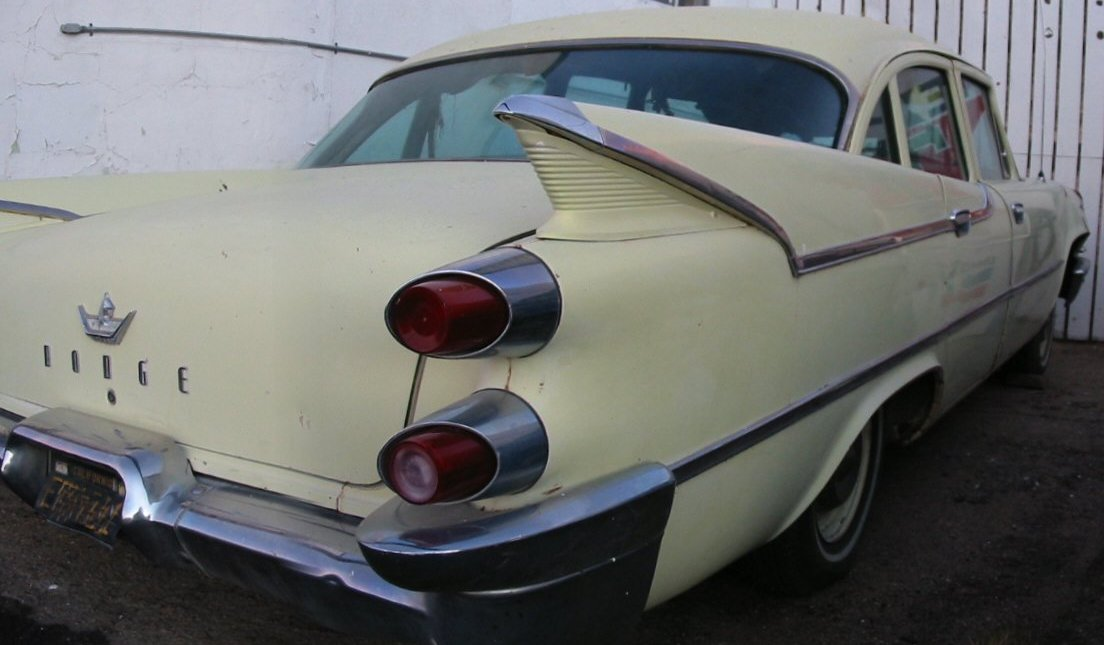
Le pinne posteriori di una Dodge Coronet del 1959

Le pinne di un'autovettura sono elementi di raccordo tra il padiglione e la coda di una carrozzeria automobilistica, aventi la prevalente funzione estetica di sottolineare lo slancio della sagoma.

## Storia

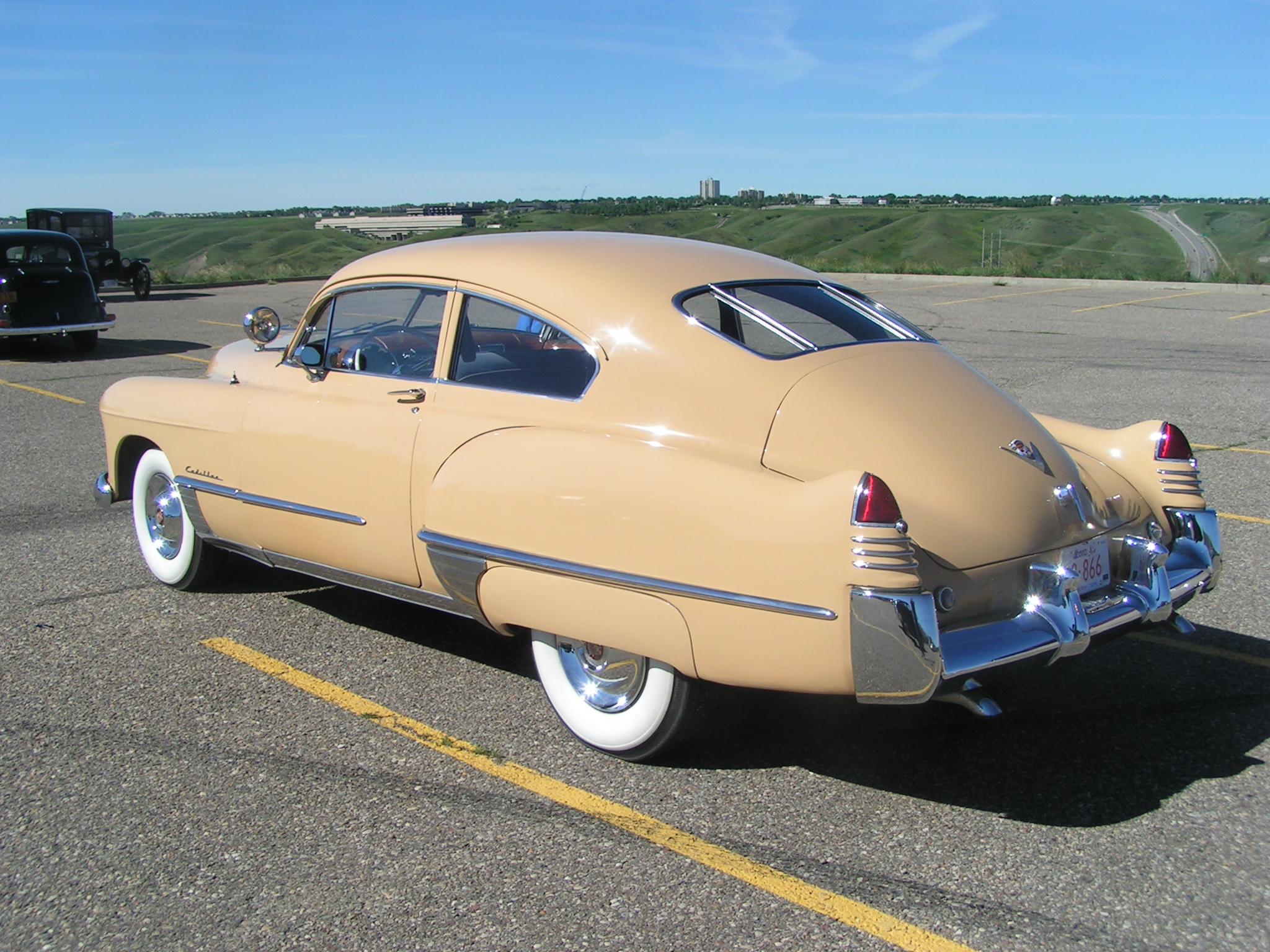
Una Cadillac 61 Coupé del 1948

Le pinne furono elementi decorativi molto comuni nelle carrozzerie automobilistiche tra gli anni cinquanta e sessanta. 
Vengono attribuite al designer statunitense Harley Earl che si ispirò alle pinne aerodinamiche posteriori ideate negli anni venti dall'ingegnere austriaco Paul Jaray, in seguito sperimentate su alcuni modelli di piccola serie, prototipi o vetture da competizione come la Tatra 77, la Fiat Turbina o la Jaguar D-Type.
Earl, in forza al gruppo General Motors, nel 1948 introdusse le pinne sulle versioni berlina, coupé e cabriolet del modello Cadillac 61. 
Lo stile caratterizzato dalla presenza delle pinne posteriori travalicò presto i confini degli Stati Uniti e si diffuse anche nella produzione automobilistica europea, contagiando diffusamente la produzione di piccola e grande serie inglese, francese, tedesca e italiana. Ne sono classici esempi la Simca Vedette del 1954, la Opel Rekord del 1957, l'Alfa Romeo 2000 del 1958, la Fiat 1800, la Renault Floride e la Mercedes-Benz W111 del 1959 o la Peugeot 404 del 1960. 
Molte furono le fogge e, soprattutto le dimensioni delle pinne posteriori che, specialmente negli USA, raggiunsero misure assai vistose. Dopo il loro periodo d'oro, le pinne posteriori scomparvero dalle carrozzerie delle automobili. 
Alcuni modelli dei decenni successivi, si ispirarono a questo design con l'installazione di fanali posteriori stretti e verticali. Da segnalare la tipologia di pinne posteriori nascenti dal bordo superiore del lunotto, adottate dalla Pininfarina per le Lancia Flaminia berlina e coupé nel 1956 e riprese negli anni sessanta dalla Lotus Europa negli anni settanta dalla Jaguar XJ-S e negli anni novanta dalla Lancia K Coupé.